# 화석공주 (1615년)
화석공주(和硕公主, 1615년 2월 2일 ~ 1637년 7월 19일)는 중국 청나라의 여자 황족이다.

## 친척 관계
청나라 제2대 군주 청 태종 숭덕제 홍타이지(淸 太宗 崇德帝 皇太極)의 조카손녀이며, 황족 출신의 군인 겸 정치인였던 예열친왕(禮烈親王)의 손녀이다.

## 생애
생전 그녀는 1617년에서부터 1637년까지 증조할아버지(친증조부)인 후금 태조 천명황제 누르하치(1559년~1626년, 팔기군의 창시자.)와 작은할아버지(친종조부)인 청 태종 숭덕황제 홍타이지(1592년~1643년)에게 모두 20년간 연이어 총애를 받았다.
그녀는 1628년에 자신보다 3년 연하였던 몽골족 출신 귀족 박이제길특 만주습찰(博爾濟吉特 满珠習札, 1618년~1665년)과 결혼하여 1633년 그와의 슬하에 1남을 얻었지만 외동아들은 결국 어린 시절(1635년)에 향년 2세(두살바기 시절)로 병에 걸려 요절하였으며 2년 후 1637년, 그녀도 향년 22세로 병사하자 작은할아버지 청 태종 숭덕제 홍타이지가 조카손녀인 그녀의 창춘 사저 빈소를 친히 행차하여 애도하기도 하였다.